# Wayne Boyd

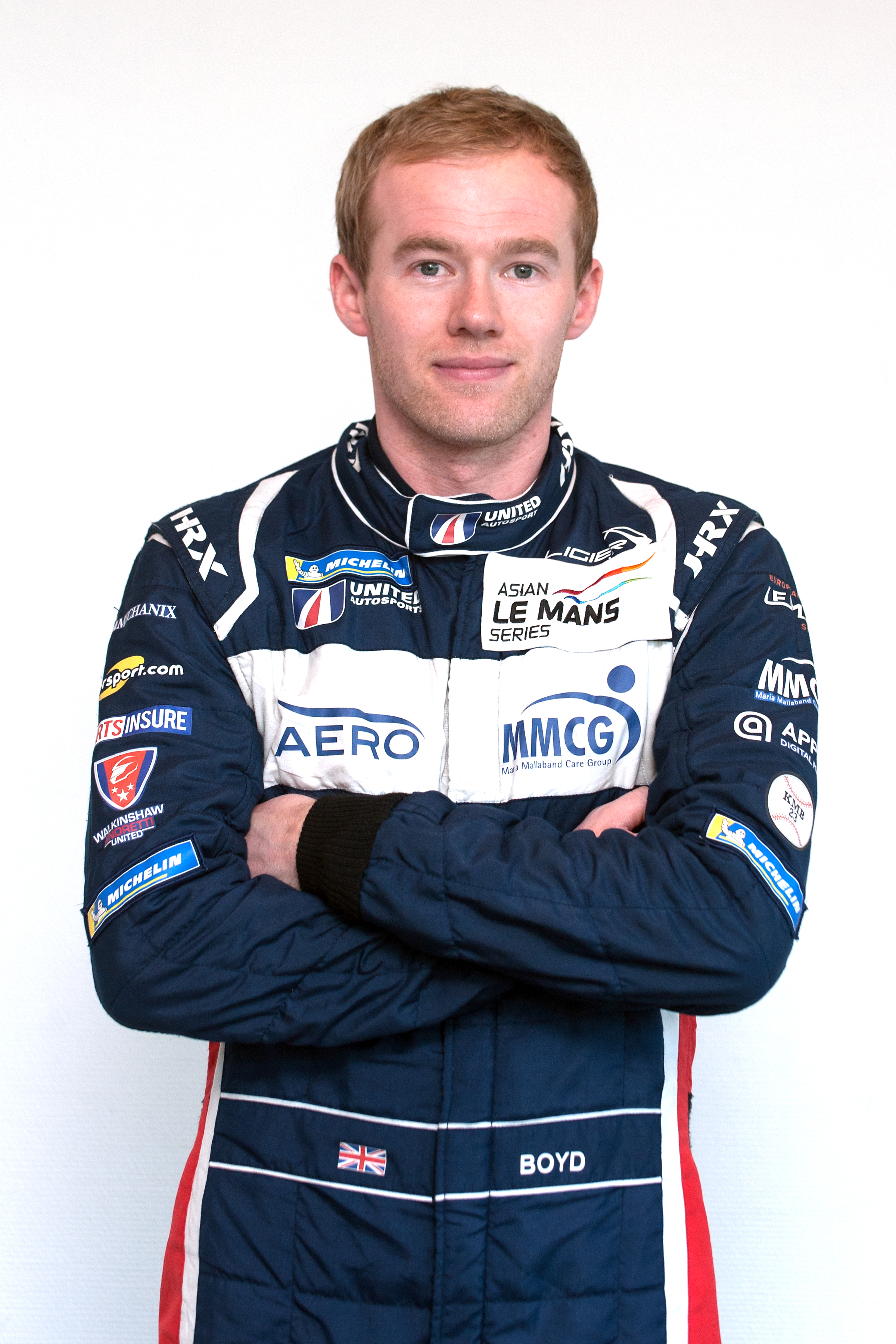
Wayne Boyd 2018

Wayne Boyd (* 25. Oktober 1990 in Templepatrick) ist ein britischer Automobilrennfahrer.

## Karriere
Boyd begann seine Motorsportkarriere im Kartsport. 2007 wechselte er in den Formelsport und gewann auf Anhieb den Meistertitel der nordirischen Formel Ford. 2008 startete er in der britischen Formel Ford und zeigte mit 13 Siegen aus 25 Rennen eine dominante Leistung, mit der er den Meistertitel für sich entschied. Außerdem trat er zu zwei Rennen der britischen Formel Renault, die er auf dem elften Gesamtrang beendete, an. 2009 wechselte Boyd zu T-Sport in die britische Formel-3-Meisterschaft. Während sein Teamkollege Adriano Buzaid den sechsten Gesamtrang erzielte, belegte er mit einem Sieg den 12. Platz in der Meisterschaft. 2010 erhielt Boyd kein Cockpit für eine komplette Saison in einer Meisterschaft. Er startete schließlich bei einem Rennwochenende der Saison 2010 der britischen Formel 3 und beim Formel-3-Masters. An beiden Wochenenden erhielt er ein Cockpit bei Sino Vision Racing.
2011 wechselte Boyd in die nordamerikanische U.S. F2000 National Championship zu Belardi Auto Racing. Er gewann zwei Rennen und wurde Dritter in der Meisterschaft. Darüber hinaus bestritt er Formel-Ford-Einzelrennen. 2012 nahm er für Belardi Auto Racing an vier Rennen der U.S. F2000 National Championship als unregistrierter Fahrer teil und konnte somit keine Punkte erzielen. Er erreichte dabei zwei Podest-Platzierungen.
2013 trat Boyd ausschließlich zu Formel-Ford-Einzelveranstaltungen an.

## Statistik

### Karrierestationen
| - 2007: Nordirische Formel Ford (Meister) - 2008: Britische Formel Ford (Meister) - 2008: Britische Formel Renault (Platz 11) | - 2009: Britische Formel 3 (Platz 12) - 2010: Britische Formel 3 (Platz 19) - 2011: U.S. F2000 National Championship (Platz 3) | - 2012: U.S. F2000 National Championship |

### Le-Mans-Ergebnisse
| Jahr | Team              | Fahrzeug | Teamkollege   | Teamkollege | Platzierung | Ausfallgrund |
| ---- | ----------------- | -------- | ------------- | ----------- | ----------- | ------------ |
| 2021 | United Autosports | Oreca 07 | Paul di Resta | Alex Lynn   | Rang 9      |              |

### Sebring-Ergebnisse
| Jahr | Team              | Fahrzeug           | Teamkollege      | Teamkollege     | Platzierung     | Ausfallgrund |
| ---- | ----------------- | ------------------ | ---------------- | --------------- | --------------- | ------------ |
| 2021 | United Autosports | Oreca LMP2 07      | James McGuire    | Guy Smith       | disqualifiziert |              |
| 2023 | AWA               | Duqueine M30 - D08 | Anthony Mantella | Nicolás Varrone | Rang 12         |              |

### Einzelergebnisse in der FIA-Langstrecken-Weltmeisterschaft
| Saison | Team              | Rennwagen | 1   | 2   | 3   | 4   | 5   | 6   |
| ------ | ----------------- | --------- | --- | --- | --- | --- | --- | --- |
| 2021   | United Autosports | Oreca 07  | SPA | POR | MON | LEM | BAH | BAH |
| 2021   | United Autosports | Oreca 07  | 9   |     |     |     |     |     |